# Дуйфхуйзен, Питер Якобс

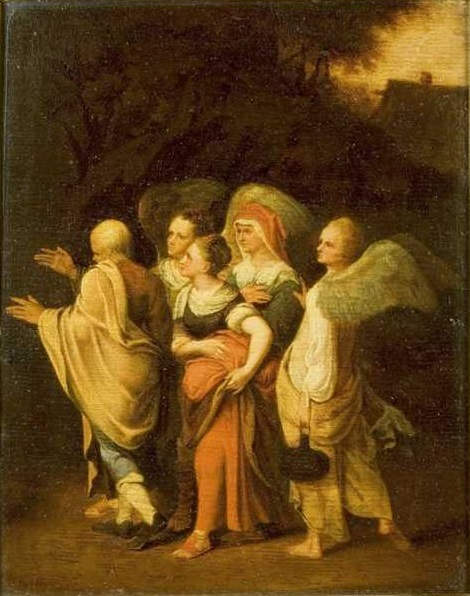
Лот и его дочери, собрание музея Роттердама

Питер Якобс Дуйфхуйзен (нидерл. Pieter Jacobsz. Duyfhuysen,1608—1677) — голландский художник-жанрист Золотого века.
Дуйфхуйзен родился и умер в Роттердаме. По данным Нидерландского института истории искусств, он был также известен как Колинховиус. Он работал в Роттердаме, за исключением короткого пребывания в Харлеме, где он, вероятно, был учеником Торренциуса в течение 1625—1627 годов.